# 早岐町
早岐町（はいきちょう）は、長崎県東彼杵郡にあった町。1927年（昭和2年）に広田村を編入後、戦時合併に伴い1942年（昭和17年）に他町村とともに佐世保市へ編入された。
現在の早岐地域にあたる。

## 地理
東彼杵郡の北部に位置する。西岸は早岐瀬戸を挟んで針尾島を望む。
- 山：花高山、二ツ岳、白石岳
- 河川：小森川、金田川

## 沿革
- 1889年（明治22年）4月1日 - 町村制施行により、東彼杵郡のうち後の町域にあたる早岐村、広田村がそれぞれ単独村制にて発足。
- 1897年（明治30年） - 九州鉄道（のち日本国有鉄道）が開通し、当村域に早岐駅が設置される。
- 1923年（大正12年）4月1日 - 早岐村が町制施行。早岐町となる。
- 1927年（昭和2年）4月1日 - 広田村を編入[1]。
- 1936年（昭和11年）9月18日 - 「観潮橋」竣工[2]。早岐瀬戸を挟んで対岸に位置する針尾島の江上村と架橋される。
- 1942年（昭和17年）5月27日 - 北松浦郡大野町・中里村、皆瀬村とともに佐世保市に編入し、早岐町は自治体として消滅。

## 地名
免を行政区域とする。早岐町は1889年の町村制施行時に単独で自治体として発足したため、大字は無し。（発足当時は早岐村）
- 浦免
- 上原免（うわばる）
- 下苗手免（くだりなわて、くだるのて）
- 権常寺免
- 陣ノ内免
- 田ノ浦免
- 平松免

旧広田村
大字は無し。広田村時代の免をそのまま引き継いでいる。
- 浦川内免
- 崎岡免
- 重尾免
- 宮崎免

## 交通

### 鉄道
- 鉄道省
  - 佐世保線・大村線：早岐駅

## 名所・旧跡
- 住吉神社
- 城之腰（陣ノ内免）
- 広田城跡（重尾免）
- 舳峰峠（重尾免。重尾峠、番所峠とも）